# Filippa Curmark
Filippa Fanny Mari Curmark, född 2 augusti 1995 i Jönköping, är en svensk fotbollsspelare (offensiv mittfältare) som spelar för BK Häcken i Damallsvenskan. Hon har under sin tid i svenska flicklandslaget hunnit spela 21 landskamper med F15–19. Filippa växte upp med sina två bröder Sebastian och Theodor Curmark som båda spelat hockey.

## Klubbkarriär
2014 spelade Curmark för Mölndalslaget Jitex BK i Damallsvenskan. I november 2014 skrev hon på för Kopparbergs/Göteborg FC (nuvarande BK Häcken). Kopparbergs/Göteborg slutade på en 6:e plats i Damallsvenskan 2015. Under höstsäsongen, 2 september, drabbades Filippa Curmark av en fotfraktur och missade resterande sex matcher i serien. I oktober skrev hon på ett nytt kontrakt med Kopparbergs/Göteborg som sträckte sig över 2017.
Säsongen 2020 gjorde Curmark två mål på 22 ligamatcher då Kopparbergs/Göteborg blev svenska mästare. Efter säsongen förlängde hon sitt kontrakt i klubben fram till 2022.

## Landslagskarriär
Curmark debuterade och gjorde ett mål för Sveriges landslag den 22 oktober 2020 i en 7–0-vinst över Lettland.

## Meriter
Kopparbergs/Göteborg FC
- Damallsvenskan (1): 2020
- Svenska cupen (1): 2018/2019